# Mead (Colorado)
Pour les articles homonymes, voir Mead.
Mead est une ville américaine située dans le comté de Weld dans le Colorado.

## Démographie
Selon le recensement de 2010, Mead compte 3 405 habitants. La municipalité s'étend sur 9,70 milles carrés (25,12 km2), dont 9,64 milles carrés (24,97 km2) de terres.
| 1910 | 1920 | 1930 | 1940 | 1950 | 1960 |
| ---- | ---- | ---- | ---- | ---- | ---- |
| 114  | 145  | 152  | 191  | 186  | 192  |

| 1970 | 1980 | 1990 | 2000  | 2010  | - |
| ---- | ---- | ---- | ----- | ----- | - |
| 195  | 356  | 456  | 2 017 | 3 405 | - |

La ville est nommée en l'honneur du docteur Martin S. Mead, qui s'y est installé en 1886.